# العزمية
الطريقة العزمية هي إحدى الطرق الصوفية في العالم الإسلامي، أسسها محمد ماضي أبو العزائم عام 1353 هـ/1934 م في مصر.

## تاريخها

محمد ماضي أبو العزائم مؤسس الطريقة

تأسست الطريقة العزمية على يد رجل دين صوفي يدعى محمد ماضي أبو العزائم. تخرج محمد ماضي من الأزهر، ثم درس بمدرسة دار العلوم، وبعدها عمل كمدرس لمادتي الدين واللغة العربية بمدرسة إدفو الابتدائية، ثم نُقل إلى مدرسة الإبراهيمية الأولية، ثم إلى المدرسة الابتدائية بالمنيا.
منذ انتقاله إلى المنيا، وبدأ أبو العزائم بإلقاء دروس طريقته في العبادة وقراءة دروس مذهب مالك أو التكلم في الأخلاق أو التوحيد، انتقل إلى أم درمان. وفي السودان، هاجم أبو العزائم بعض علماء المسلمين مثل مصطفى المراغي قاضي قضاة السودان وقتها ممن اتهمهم بالتعاون مع الإنجليز، وزعم أنهم يُخادعون العامة بأنهم دُعاة إلى الله، وأنهم وارثون لعلوم الأقطاب، وأنهم يمكنهم النفع والضر، ويُبعدون المسلمين عن واجباتهم بالتعلُّم والعمل للدنيا. ومع إندلاع الحرب العالمية الأولى وقف أبو العزائم مع معسكر العثمانيين ضد معسكر الإنجليز، فطُرد من وظيفته، فانتقل إلى بلدة المطاهرة بالمنيا، وأقام فيها عامين قبل انتقاله لمدينة القاهرة سنة 1325هـ/1917م. وأسس أبو العزائم طريقته العزمية سنة 1353هـ/1934م، وتوفي في 27 رجب 1356هـ/3 أكتوبر 1937م، ودُفن في مسجده بالقاهرة.

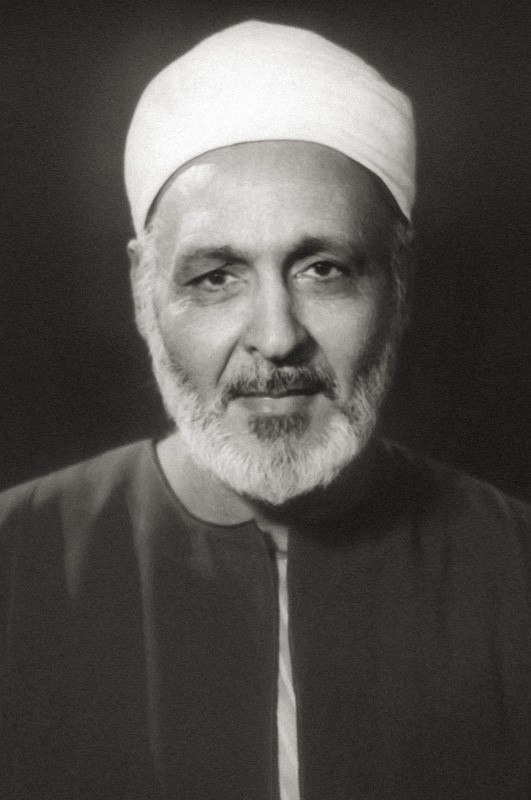
أحمد ماضي أبو العزائم الخليفة الأول لمؤسس الطريقة

بعد وفاة المؤسس سنة 1934م، خلفه ابنه الأكبر أحمد ماضى أبو العزائم الذي عمل على نشر الطريقة، وظلّ على رأسها حتى وفاته في 20 ربيع الأول 1390هـ/26 مايو 1970م، ودفن بمسجد والده. ثم خلفه على منصب شيخ الطريقة العزمية ابنه عز الدين ماضى أبو العزائم حفيد المؤسس والابن الأكبر لأحمد ماضي أبو العزائم. أما شيخ الطريقة الحالي، فهو علاء الدين أبو العزائم.

## وصلات خارجية
- موقع الطريقة العزمية